# 白八宝

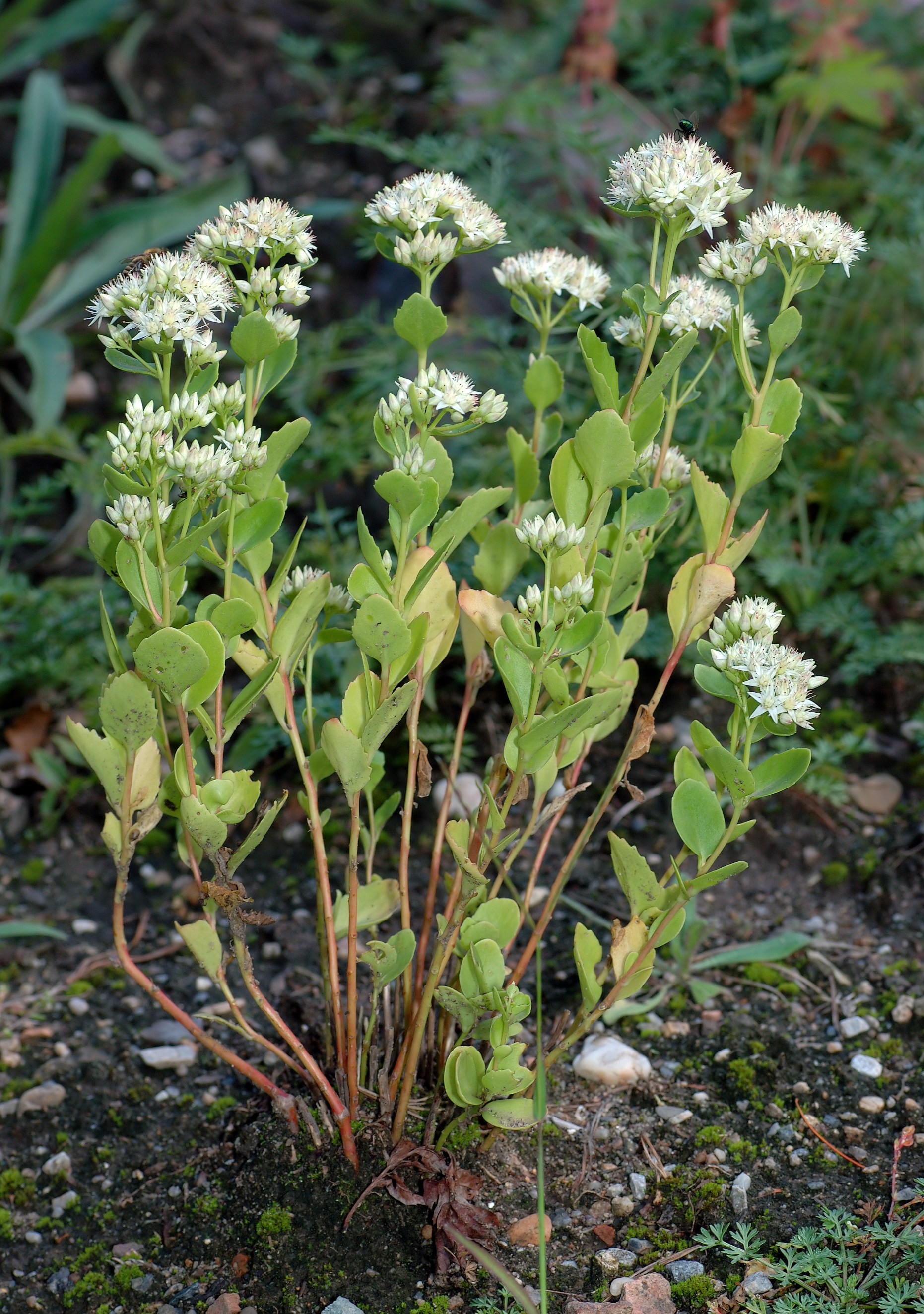

白八宝（学名：[Hylotelephium pallescens] 错误：{{Lang}}：文本有斜体标记（帮助））又称白景天、白花景天、长茎景天，为景天科八宝属的植物。分布于俄罗斯、朝鲜、蒙古、日本以及中国大陆的吉林、内蒙古、山西、河北、黑龙江、辽宁等地，生长于海拔40米至1,000米的地区，多生在河边石砾滩子及林下草地上，目前尚未由人工引种栽培。

## 别名
白景天 (东北植物检索表), 白花景天、长茎景天（拉汉种子植物名称）